# Adenoide
Adenoide oder adenoide Vegetationen sind Vergrößerungen (Hypertrophien) des lymphoepithelialen Gewebes, das heißt der Rachenmandel (Tonsilla pharyngealis) und des benachbarten adenoiden Gewebes, im Nasenrachenraum (Epipharynx). Sie sind der obere Anteil des sogenannten lymphatischen Rachenrings, auch Waldeyerscher Rachenring genannt. Zu ihm gehören auch die Gaumenmandel (Tonsilla palatina) und Zungenmandel (Tonsilla lingualis). Dem Waldeyerschen Rachenring werden Abwehrfunktionen gegenüber Bakterien und Viren zugeschrieben. Allerdings hat sich sowohl bei der Entfernung der Adenoide als auch der Gaumenmandeln erwiesen, dass die Abwehrfunktion nicht reduziert wird, weil vermutlich verbliebene andere Anteile des lymphatischen Rachenrings diese Funktion übernehmen. Im Volksmund werden die Adenoide „Polypen“ genannt. Sie haben nichts mit dem Polyp der Nasenhaupthöhle und Nasennebenhöhlen zu tun, der meist in der Mehrzahl vorkommt (Polyposis nasi).
Adenoide bilden sich in der Regel am Ende des Kindesalters von selbst zurück. In einigen Fällen persistieren sie jedoch und führen auch noch im Jugendalter zu einer anhaltenden Nasenatmungsstörung.

## Symptome
Sind Adenoide nicht vergrößert, machen sie keine Beschwerden. Sind sie vergrößert, verursachen sie vielfältige Symptome:
1. Behinderte Nasenatmung durch Verlegung der Choane (hintere Öffnungen der Nasengänge)
2. Mundatmung
3. Schnarchen
4. Dauerschnupfen
5. Näselnde (hyponasale) Sprache
6. Hörbare Geräusche beim Ein- und Ausatmen
7. Infekte der oberen Luftwege mit Rhinitis und Nasennebenhöhlenentzündung (Sinusitis) und der unteren Luftwege mit Husten (Bronchitis)
8. Mitunter für Adenoide typischer Gesichtsausdruck, sog. Facies adenoides mit offenem Mund, sichtbare Zungenspitze (im Volksmund dümmlicher Gesichtsausdruck genannt, der mit einer geringen geistigen Regsamkeit, Aprosexia nasalis, in Verbindung gebracht wurde)
9. Verlegung der Mündung der Tuba auditiva (Eustachische Röhre) mit Paukenerguss (Serotympanon, Mukotympanon) und damit verbundener Mittelohrschwerhörigkeit
10. Mit der Mittelohrschwerhörigkeit verbundene verzögerte Sprachentwicklung
11. Atemstillstände (Apnoephasen) im Schlaf

Beschrieben wurden die adenoiden Vegetationen 1868 von Hans Wilhelm Meyer.

## Diagnose
Bei Kleinkindern ist die direkte Visualisierung der Adenoide aufgrund der engen Anatomie und tiefen Lage der Adenoide im Wachzustand in aller Regel nicht möglich. Bei älteren Kindern (etwa ab dem 8. Lebensjahr) können Adenoide bei der ärztlichen Untersuchung durch einen HNO-Arzt mit einem in die Mundhöhle eingeführten kleinen runden Spiegel, der hinter das Zäpfchen (Uvula) gehalten wird, oder mit einem Endoskop gesehen werden.
Zur Sicherung der Diagnose, insbesondere wenn die ärztliche Untersuchung durch ausgeprägten Würgereiz erschwert oder unmöglich ist, kann die Größe der Adenoide auf einem seitlichen Röntgenbild der Nasennebenhöhlen eingeschätzt werden. 

## Gradeinteilung
- Grad 1: etwa 1/3 des Nasopharynx betroffen
- Grad 2: bis zu 2/3 des Nasopharynx sind betroffen
- Grad 3: subtotale Obstruktion des Nasopharynx durch die Adenoide
- Grad 4: komplette Obstruktion der Choane

## Behandlung / Operation
Durch Adenotomie, auch Herausschälen der Rachenmandel genannt, werden die Adenoide mit einem speziellen ringförmigen Messer durch die Mundhöhle hindurch operativ entfernt. Es ist eine kurze, 5 bis 10 Minuten dauernde Operation in Vollnarkose. Verbunden mit dieser Operation wird zur Beseitigung der Mittelohrschwerhörigkeit oft ein beidseitiger Trommelfellschnitt (Parazentese) gemacht oder es werden Paukenröhrchen gelegt. In Verbindung mit der Narkoseeinleitung, den Paukenröhrchen und der Narkoseausleitung dauert die gesamte OP-/Narkosezeit in vielen Fällen mehr als 1 Stunde. Die Operation wird in der Regel ab dem 2. bis 3. Lebensjahr durchgeführt.
Einige der Symptome (insbesondere die Nasenatmungsbehinderung, die nasale Sekretion und das Schnarchen) lassen sich im Kleinkind- und Kindesalter mit einem kortison-haltigen Nasenspray therapieren. Zumindest zur Überbrückung der Zeit bis zur Operation kann diese Behandlung sehr sinnvoll sein. Kortison-Nasensprays stellen mit dieser Indikation bei Patienten, die jünger sind als 6 Jahre, einen sogenannten „off label use“ dar. Dies bedeutet, dass das Medikament (das Nasenspray) eigentlich für diesen Zweck und für dieses Alter nicht zugelassen ist. Dennoch gibt es eine Reihe sehr guter medizinische Studien und sogar internationale Konsensempfehlungen, die eine Therapie von Adenoiden mit Kortison-Nasenspray empfehlen und nachweisen konnten, dass eine derartige Therapie nahezu unbedenklich ist und sehr gut vertragen wird. Eine Therapie mit einem kortison-haltigen Nasenspray sollte in diesem Fall über längere Zeit (mindestens 8 Wochen) erfolgen.

### Risiken und Komplikationsmöglichkeiten
- Selten Nachblutung
- Verletzung oder Herausbrechen eines Zahnes durch den Kieferspreizer, der zur Öffnung des Mundes eingesetzt werden muss.
- Vorübergehend offenes Näseln.
- Mitunter Nachoperation in Narkose erforderlich, wenn die Adenoide nicht vollständig entfernt wurden und es dadurch stark nachblutet.

## Belege
- Witte: Lexikon der Krankheiten und Untersuchungen. Georg Thieme Verlag, 2006, ISBN 3-13-142961-5.
- Rudolf Probst u. a.: Hals-Nasen-Ohrenheilkunde. 2. Auflage. Thieme, Stuttgart 2004.
- T. Wilhelm, G. Hilger, K. Begall, J. Lautermann, O. Kaschke, P. Mir-Salim, T. Zahnert: S1-Leitlinie „Adenoide Vegetationen/Rachenmandelhyperplasie.“ In: HNO. Band 60, 2012, S. 746–752, DOI:10.1007/s00106-012-2555-5.

### Lehrbücher
- A. K. Lalwani (Hrsg.): Current Diagnosis & Treatment in Otolaryngology – Head & Neck Surgery. Lange Medical Books, 2004, ISBN 0-07-140237-3, S. 574 ff.

### Leitlinien
- S1-Leitlinie Adenoide Vegetationen der Deutschen Gesellschaft für Hals-Nasen-Ohren-Heilkunde, Kopf- und Hals-Chirurgie. In: AWMF online (Stand 2011)